# لیزا هنی
لیزا هنی (انگلیسی: Lisa Henni؛ زادهٔ ۱۹ سپتامبر ۱۹۸۲) هنرپیشه اهل سوئد است. وی از سال ۲۰۰۹ میلادی تاکنون مشغول فعالیت بوده‌است. لیزا د ر آکادمی هنرهای تئاتر مونتویو تحصیل کرده است. پول مفت از جمله فیلم‌های است که لیزا در آن به ایفای نقش پرداخته است.